# Jan Tarło (cześnik koronny)
Jan Tarło (zm. 1550) – polski szlachcic.

## Życiorys
Syn Stanisława Tarło i Małgorzaty Magiera (córka Jana Magiery – kasztelana). Pieczętował się herbem Topór.
Był krajczym wielkim koronnym od 1522, podczaszym wielkim koronnym od 1546, cześnikiem koronnym od 1550 oraz starostą pilzneńskim.
Żonaty z Dorotą Tarnowską herbu Leliwa. Miał z nią dzieci, którymi były:
- Jan Tarło (zm. 1587) – sekretarz królewski, kasztelan małogoski, mąż Doroty Gostomskiej,
- Mikołaj Tarło (zm. 1571) – sekretarz królewski, chorąży sandomierski, podczaszy królowej Barbary mąż Jadwigi Stadnickiej
- Anna Tarło – żona Stanisława Fredrusza Herburta, chorążego halickiego
- Elżbieta Tarło – żona Jerzego Jazłowieckiego Monasterskiego (zm. 1575), hetmana wielkiego koronnego (1574).